# Gasteracantha fornicata
Gasteracantha fornicata är en spindelart som först beskrevs av Fabricius 1775.  Gasteracantha fornicata ingår i släktet Gasteracantha och familjen hjulspindlar.
Artens utbredningsområde är Queensland. Inga underarter finns listade i Catalogue of Life.